# Дубовручье
Дубовручье (бел. Дубаўручча) — деревня в Червенском районе Минской области Беларуси. Входит в состав Рованичского сельсовета.

## География
Расположена в 35 километрах к северо-востоку от Червеня, в 97 км от Минска.

## Археология
В 500 метрах от деревни обнаружен курган, относимый к культуре дреговичей.

## История
Собственно деревня в письменных источниках впервые упоминается в 1724 году как село в составе монастырского имения Беличаны. В результате II раздела Речи Посполитой 1793 года вошла в состав Российской империи. На 1858 год деревня Игуменского уезда Минской губернии, принадлежавшая помещику К. Масальскому и насчитывавшая 90 душ мужского пола. В 1884 году здесь была открыта школа грамоты, на 1890 год здесь было 28 учеников (все мальчики). Согласно переписи населения Российской империи 1897 года, входила в состав Беличанской волости, здесь было 57 дворов, где проживали 392 человека, работали хлебозапасный магазин, православная часовня и церковно-приходская школа. На начало XX века в деревне было 48 дворов и 354 жителя. В 1912 году церковно-приходская школа преобразована в одноклассное земское народное училище. На 1917 год в деревне было 65 дворов и 409 жителей. После Октябрьской революции 1917 года на базе народного училища была открыта рабочая школа 1-й ступени. С февраля по декабрь 1918 года деревня была оккупирована немцами, с августа 1919 по июль 1920 — поляками. 20 августа 1924 года она вошла в состав вновь образованного Рованичского сельсовета Червенского района Минского округа (с 20 февраля 1938 — Минской области). Согласно переписи населения СССР 1926 года здесь было 75 дворов, где проживали 394 человека. В этот период в школе насчитывалось 49 учеников обоего пола, при ней была небольшая библиотека и пункт ликвидации безграмотности среди взрослых. В 1929 году в Дубовручье был организован колхоз «1 Мая», при нём работала кузница. Перед войной, на 1940 год, здесь было 80 домов, где жили 275 человек.

### Великая Отечественная война
Во время Великой Отечественной войны деревня была оккупирована германскими войсками в начале июля 1941 года. В лесах в районе деревни развернули активную деятельность партизаны бригады имени Щорса, и деревня оказалась в партизанской зоне. Жители деревни оказывали партизанам помощь, некоторые из них участвовали в организации партизанских отрядов и воевали в их составе. До осени 1942 года немцы осуществляли блокаду деревни, её жители вынуждены были скрываться в лесах, однако позднее вернулись в свои дома. О связях крестьян из Дубовручья с партизанами стало известно немцам, и 7 ноября 1942 года в восемь утра в деревню приехали немцы и полицейские из гарнизонов Червеня, Березино, Борисова и Могилёва, среди них были и жители окрестных деревень. Сначала они устроили для жителей деревни собрание, на котором объявили о необходимости выполнения госпоставки в пользу нацистской Германии натурпродуктом, в частности, мясом, яйцами и хлебом.
Сбор продуктов питания завершился 17 (по другим данным — 13) ноября, после чего каратели из Червенского гарнизона, среди которых были и полицейские, стали загонять сельчан в их дома, после чего под конвоем выгоняли и выстраивали шеренгами по 20 человек. Нескольких женщин и девушек увезли на грузовиках в Червень для дальнейшей отправки в Германию, остальных же жителей загнали в здание животноводческой фермы и хлева, после чего многих из них расстреляли сразу, оставшихся заперли и сожгли в зданиях заживо. Тех, кому удавалось выбежать из горящих хлевов, расстреливали на месте. Из жителей Дубовручья выжили всего несколько человек. Так, Иван Захарович Гололоб спрятался в своём доме, и нацисты его не нашли, а Зинаиде Владимировне Пилуй чудом удалось выжить, спрятавшись в одном из хлевов и последующем пожаре. 
Смогла избежать расправы и жительница Дубовручья Гуринович Юлия Викентьевна и двое её детей, Мария семи лет и Анатолий двух лет, они тихо вышли из дома и убежали прятаться в пуне (белор.) - сарае с сеном. Он не был капитальным бревенчатым строением, а был построен из досок, и через щели можно было наблюдать за обстановкой, и находился не на самом подворье, а за ним, немного на отшибе. Юлия Викентьевна и ее дочь Мария всё это видели и слышали через щели между досками, из которых были сбиты стены сарая. В это же время немецкие оккупанты ходили по дворам и занимались грабежом. Из их воспоминаний известны некоторые детали: когда один из солдат зашел на участок, где был дом Юлии Викентьевны, то в хлеву он обнаружил овечку, когда он попытался ее поймать, та вырвалась и побежала в сторону сеновала, где пряталась женщина с детьми. Солдат погнался за овцой, которая бежала прямо к сараю, где за дощатыми стенами была её хозяйка. Внезапно немецкому солдату надоело гнаться за овцой, он вскинул свою винтовку и с первого же выстрела попал в нее. Животное не добежало до сарая всего несколько метров. Оккупант, не обращая внимания на сарай, подошел к убитой овце, взвалил ее себе на плечи и отправился прочь. Юлия Викентьевна и её напуганная дочь снова прильнули к доскам и продолжили наблюдать за происходящим у фермы. Всех остальных жителей загнали в конюшню и заперли там, включая найденных раненых красноармейцев, которых прятали деревенские жители. После расправы и грабежа немцы сожгли все деревенские дома. После того, когда палачи покинули деревню, и прибыли партизаны, о чём будет ниже, Юлия Викентьевна и её дети ушли в лес в партизанский отряд, где они и оставались до освобождения этих мест от захватчиков. 
Доносившиеся из деревни выстрелы услышали партизаны отряда «Искра», базировавшегося в 5-6 километрах от Дубовручья. Они объявили тревогу и вместе с партизанами базировавшегося рядом отряда «Коммунист» бегом бросились к деревне, надеясь выбить оттуда немцев и спасти мирных жителей. Однако они не успели: к моменту их прихода деревня была полностью уничтожена. Всего было сожжено 78 (по другим данным — 80) домов, убиты 240 (по другим данным — 247) человек включая женщин и детей. Ещё 11 жителей деревни погибли на фронтах. После войны деревня была восстановлена. В 1958 году на братской могиле погибших во время войны партизан, советских солдат и убитых фашистами жителей деревни был установлен памятник, включающий скульптуру скорбящей женщины, держащей в руках флаг, и две стелы, на которых выбиты имена погибших и надпись-посвящение.

### Послевоенные годы
На 1960 год население деревни составило 140 человек. На 1997 год здесь было 47 домов и 114 жителей, работали животноводческая ферма и магазин. На 2013 год 40 круглогодично жилых домов, 75 постоянных жителей.

## Население
- 1897 — 57 дворов, 392 жителя
- 1908 — 48 дворов, 354 жителя
- 1917 — 65 дворов, 409 жителей
- 1926 — 75 дворов, 394 жителя
- 1940 — 80 дворов, 275 жителей
- 1960 — 140 жителей
- 1997 — 47 дворов, 114 жителей
- 2013 — 40 дворов, 75 жителей